# Hybanthus rosei
Hybanthus rosei är en violväxtart som först beskrevs av Dowell, och fick sitt nu gällande namn av Paul Carpenter Standley. Hybanthus rosei ingår i släktet Hybanthus och familjen violväxter. Inga underarter finns listade i Catalogue of Life.